# Деспот-Зенович, Станислав Иванович
Станислав Иванович Деспот-Зенович (1833—1900) — бакинский городской голова. Действительный статский советник.

## Биография
Родился в католической семье потомственных дворян Деспот-Зеновичей. Его брат — Александр Иванович Деспот-Зенович. Его троюродная сестра — Наталья Алексеевна Тучкова-Огарёва.
С 7 апреля 1853 года он был определён на службу в канцелярию Наместника на Кавказе в Тифлисе сверхштатным чиновником с чином губернского секретаря; с 31 июня 1853 года был назначен начальником походной гражданской канцелярии при командующем Ахалцыским и Гурийским отрядами генерал-лейтенанте князе Андронникове; с 15 апреля 1854 года — чиновник для особых поручений IX класс; 25 июня 1854 года получил чин коллежского секретаря. За отличия, проявленные во время Крымской войны, Деспот-Зенович был произведён в 1856 году в чин титулярного советника и в качестве чиновника при Гражданской канцелярии Наместника Кавказского в этом же году был назначен председателем следственной о молоканах Комиссии по расследованию и открытию скрывавшихся у них бродяг и военных дезертиров. В 1860—1867 гг. — чиновник для особых поручений в Департаменте общих дел при Главном управлении Наместника Кавказского; 1860 году он получил «за усердную службу» чин надворного советника, а 4 июня 1861 года был произведён в чин коллежского советника.
Получив четырехмесячный отпуск, он в 1865 году посетил Германию, Францию, Англию, Австрию, Италию, Турцию и вернулся в Тифлис. В феврале 1867 года он принял участие в торжествах открытия Городских судебных учреждений Баку. Он был назначен исправляющим должность прокурора Бакинского окружного суда, а 2 марта 1868 года он был избран членом окружного суда и директором Бакинского губернского тюремного комитета. Высочайшим повелением от 10 февраля 1870 года он, «вследствие неспособности к службе по судебному ведомству», был уволен с этой должности.
По случаю введения Положения о поселенческих делах в мусульманской части Закавказского края, приказом Наместника князя Михаила Николаевича, 8 ноября 1870 года С. И. Деспот-Зенович был назначен на должность члена «Губернского по поселенческим делам присутствия по Бакинской губернии»; 12 января 1872 года был произведён в чин статского советника. В 1873 году он снова был за границей: в Австрии и Италии.
Когда началась русско-турецкая война, 24 апреля 1877 года Деспот-Зенович был назначен председателем комиссии для формирования Бакинского мусульманского полка.
В декабре 1875 года он был произведён в чин действительного статского советника.
В октябре 1878 года, вследствие болезни Иосифа Ивановича Джакели, С. И. Деспот-Зенович заменил его на должности бакинского городского головы, а 3 февраля 1879 года он был назначен Наместником Кавказским исполняющим должность городского головы от правительства; в 1881 году он был уже избран на этот пост гласными Бакинской городской думы — 51 голосом против 18. В 1883 году под председательством Деспот-Зеновича был создан «Союз нефтепромышленников» и в Баку стали проходить ежегодные съезды Союза. Большой авторитет среди жителей города позволил ему повторно быть избранным городским головой на новый срок 1886—1889 годы. По его инициативе городская дума приняла решение об открытии в Баку четырёхклассного ремесленного училища. В 1889 году прошли выборы гласных городской думы 4-го созыва на 1890—1893 годы и городским головой вновь был избран Деспот-Зенович. При нём, в 1890 году был утверждён второй герб города. На следующих выборах Деспот-Зенович подал в отставку и предложив кандидатуры Ирецкого (русского), Оруджалибекова (азербайджанца) и Сапарова (армянина). В июле 1894 года Деспот-Зенович был вновь избран на новое трёхлетие почётным мировым судьёй Бакинского окружного суда. Одновременно, он продолжал служить членом «Бакинского губернского попечительства о тюрьмах комитета».
В конце 1895 года Станислав Иванович Деспот-Зенович был назначен директором Бакинского правления «Каспийско-Черноморского нефтепромышленного и торгового общества» и переехал в Батуми.
Умер в Батуми 15 (28) мая 1900 года, после тяжелой болезни. Был похоронен рядом с братом Александром Ивановичем в Гурзуфе.

## Награды
Был награждён орденами:
- Св. Станислава 3-й степени с мечами
- Св. Станислава 2-й степени с мечами (1859)
- Св. Анны 2-й ст. (1864)
- Св. Владимира 3-й ст. (1880)
- Св. Анны 1-й ст.

иностранные
- персидский Льва и Солнца 2-й ст. со звездой и алмазами
- бухарский Восходящей звезды
- турецкий орден Меджидие 1-й ст. с бриллиантами